# Rete tranviaria di Toruń
La rete tranviaria di Toruń è la rete tranviaria che serve la città polacca di Toruń, composta da cinque linee.